# Mistrzostwa Polski w piłce ręcznej kobiet
Mistrzostwa Polski w piłce ręcznej kobiet (MP) – oficjalne rozgrywki sportowe na szczeblu krajowym, organizowane cyklicznie przez Związek Piłki Ręcznej w Polsce dla polskich żeńskich klubów piłki ręcznej, mające na celu wyłonienie najlepszego z nich.

## Historia
Od lat 20. XX w. w Polsce popularniejszą od piłki ręcznej dyscypliną sportu była hazena. W latach 1929–1937 rozgrywano oficjalne Mistrzostwa Polski w hazenie kobiet. W wyniku wzrostu popularności piłki ręcznej, uchwałą Polskiego Związku Piłki Ręcznej, zaniechano ich po 1937, zastępując je mistrzostwami Polski w piłce ręcznej kobiet. Pierwsze zorganizował PZPR w 1938. Zmagania premierowej edycji przeprowadzono w tzw. odmianie duńskiej (tj. obowiązującej do dzisiaj wersji 7-osobowej), bowiem tylko taka była wówczas praktykowana przez drużyny żeńskie (tzw. odmianę niemiecką, czyli wersję 11-osobową uprawiali mężczyźni). W sześciu kolejnych latach - z uwagi na wybuch II wojny światowej - rozgrywek o tytuł mistrzyń Polski nie przeprowadzono. Trzecia edycja MP odbyła się tuż po zakończeniu działań wojennych – w 1946. Do 1956 rywalizacja toczyła się w formule nieligowej, na boiskach otwartych. W 1955 podjęto decyzję o utworzeniu ligi i rozpoczęciu zmagań o tytuł mistrzyń Polski systemem ligowym na obiektach zamkniętych (halach sportowych), począwszy od sezonu 1956/1957.
W latach 1953-1963 zorganizowano również dziesięć edycji MP w wersji 11-osobowej na boiskach otwartych.

## Medalistki Mistrzostw Polski w piłce ręcznej 7-osobowej kobiet
| Sezon       | 1 miejsce                                 | 2 miejsce                                 | 3 miejsce                                 |
| ----------- | ----------------------------------------- | ----------------------------------------- | ----------------------------------------- |
| 1938        | IKP Łódź                                  | HKS Znicz Łódź                            | AZS Warszawa                              |
| 1939        | HKS Znicz Łódź                            | AZS Warszawa                              | WiMa Łódź                                 |
| 1940 - 1945 | Nierozgrywano z powodu II Wojny Światowej | Nierozgrywano z powodu II Wojny Światowej | Nierozgrywano z powodu II Wojny Światowej |
| 1946        | Zryw Łódź                                 | AZS Warszawa                              | Zjednoczone Łódź                          |
| 1947        | Zryw Łódź                                 | Cracovia                                  | Dziewiarski KS Łódź                       |
| 1948        | SKS Warszawa                              | Cracovia                                  | MKS Częstochowa                           |
| 1949        | Chemia Łódź                               | Spójnia Warszawa                          | Cracovia                                  |
| 1950        | SKS Warszawa                              | Związkowiec Łódź                          | Stal Chorzów                              |
| 1951        | Unia Łódź                                 | Ogniwo Kraków                             | Stal Chorzów                              |
| 1952        | Unia Łódź                                 | Stal Chorzów                              | Ogniwo Kraków                             |
| 1953        | —                                         |                                           |                                           |
| 1954        | —                                         |                                           |                                           |
| 1955        | Stal Chorzów                              | Cracovia                                  | AZS Warszawa                              |
| 1956        | Stal Chorzów                              | Budowlani Gogolin                         | Cracovia                                  |
| 1956/1957   | Cracovia                                  | Stal Chorzów                              | Sośnica Gliwice                           |
| 1957/1958   | Cracovia                                  | Budowlani Gogolin                         | Wybrzeże Gdańsk                           |
| 1958/1959   | AZS Katowice                              | Cracovia                                  | Włókniarz Łącznik                         |
| 1959/1960   | Cracovia                                  | AKS Chorzów                               | Ruch Chorzów                              |
| 1960/1961   | Cracovia                                  | Ruch Chorzów                              | AZS Katowice                              |
| 1961/1962   | Ruch Chorzów                              | Cracovia                                  | AZS Warszawa                              |
| 1962/1963   | Ruch Chorzów                              | Cracovia                                  | AZS Warszawa                              |
| 1963/1964   | Ruch Chorzów                              | Sośnica Gliwice                           | Start Gdańsk                              |
| 1964/1965   | Sośnica Gliwice                           | Cracovia                                  | Ruch Chorzów                              |
| 1965/1966   | Sośnica Gliwice                           | Ruch Chorzów                              | Cracovia                                  |
| 1966/1967   | Cracovia                                  | Sośnica Gliwice                           | AZS Wrocław                               |
| 1967/1968   | AZS Wrocław                               | Cracovia                                  | Azoty Chorzów                             |
| 1968/1969   | AZS Wrocław                               | Cracovia                                  | Azoty Chorzów                             |
| 1969/1970   | Otmęt Krapkowice                          | Cracovia                                  | Sośnica Gliwice                           |
| 1970/1971   | Otmęt Krapkowice                          | Pogoń Szczecin                            | Sośnica Gliwice                           |
| 1971/1972   | Sośnica Gliwice                           | Otmęt Krapkowice                          | AZS Wrocław                               |
| 1972/1973   | Ruch Chorzów                              | AZS Wrocław                               | Otmęt Krapkowice                          |
| 1973/1974   | Ruch Chorzów                              | AZS Wrocław                               | Otmęt Krapkowice                          |
| 1974/1975   | Ruch Chorzów                              | AZS Wrocław                               | Skra Warszawa                             |
| 1975/1976   | AZS Wrocław                               | Ruch Chorzów                              | Skra Warszawa                             |
| 1976/1977   | Ruch Chorzów                              | Skra Warszawa                             | AZS Wrocław                               |
| 1977/1978   | Ruch Chorzów                              | Skra Warszawa                             | AZS Wrocław                               |
| 1978/1979   | AZS Wrocław                               | Ruch Chorzów                              | Skra Warszawa                             |
| 1979/1980   | Ruch Chorzów                              | AZS Wrocław                               | AKS Chorzów                               |
| 1980/1981   | AKS Chorzów                               | AZS Katowice                              | AZS Wrocław                               |
| 1981/1982   | AKS Chorzów                               | AZS Wrocław                               | Ruch Chorzów                              |
| 1982/1983   | Pogoń Szczecin                            | AZS Katowice                              | AZS Wrocław                               |
| 1983/1984   | AZS Wrocław                               | Pogoń Szczecin                            | Cracovia                                  |
| 1984/1985   | Cracovia                                  | Skra Warszawa                             | Pogoń Szczecin                            |
| 1985/1986   | Pogoń Szczecin                            | Cracovia                                  | Ślęza Wrocław                             |
| 1986/1987   | Cracovia                                  | AZS Wrocław                               | Pogoń Szczecin                            |
| 1987/1988   | AKS Chorzów                               | Cracovia                                  | Start Gdańsk                              |
| 1988/1989   | AZS Wrocław                               | Pogoń Szczecin                            | Cracovia                                  |
| 1989/1990   | AZS Wrocław                               | Pogoń Szczecin                            | Piotrcovia Piotrków Trybunalski           |
| 1990/1991   | Pogoń Szczecin                            | Start Elbląg                              | AKS Chorzów                               |
| 1991/1992   | Start Elbląg                              | AZS Wrocław                               | Piotrcovia Piotrków Trybunalski           |
| 1992/1993   | Piotrcovia Piotrków Trybunalski           | AZS Wrocław                               | Start Elbląg                              |
| 1993/1994   | Start Elbląg                              | Piotrcovia Piotrków Trybunalski           | Sośnica Gliwice                           |
| 1994/1995   | Montex Lublin                             | MKS Zagłębie Lubin                        | Piotrcovia Piotrków Trybunalski           |
| 1995/1996   | Montex Lublin                             | Sośnica Gliwice                           | MKS Zagłębie Lubin                        |
| 1996/1997   | Montex Lublin                             | Start Elbląg                              | JKS Jarosław                              |
| 1997/1998   | Montex Lublin                             | Piotrcovia Piotrków Trybunalski           | Start Elbląg                              |
| 1998/1999   | Montex Lublin                             | Sośnica Gliwice                           | Start Elbląg                              |
| 1999/2000   | Montex Lublin                             | MKS Zagłębie Lubin                        | Start Elbląg                              |
| 2000/2001   | Montex Lublin                             | Sośnica Gliwice                           | MKS Zagłębie Lubin                        |
| 2001/2002   | Lubella Montex Lublin                     | MKS Zagłębie Lubin                        | Nata AZS Gdańsk                           |
| 2002/2003   | Pol-Skone Lublin                          | Piotrcovia Piotrków Trybunalski           | Nata AZS Gdańsk                           |
| 2003/2004   | Nata AZS AWFiS Gdańsk                     | Bystrzyca Lublin                          | MKS Vitaral Jelfa Jelenia Góra            |
| 2004/2005   | SPR Lublin                                | Nata AZS AWFiS Gdańsk                     | MKS Vitaral Jelfa Jelenia Góra            |
| 2005/2006   | SPR ICom Lublin                           | MKS Zagłębie Lubin                        | AZS AWFiS Gdańsk                          |
| 2006/2007   | SPR Safo ICom Lublin                      | Piotrcovia Piotrków Trybunalski           | MKS Zagłębie Lubin                        |
| 2007/2008   | SPR Safo Lublin                           | Dablex AZS AWFiS Gdańsk                   | MKS Zagłębie Lubin                        |
| 2008/2009   | SPR Asseco Lublin                         | MKS Zagłębie Lubin                        | Piotrcovia Piotrków Trybunalski           |
| 2009/2010   | SPR Lublin                                | MKS Zagłębie Lubin                        | GTPR Gdynia                               |
| 2010/2011   | MKS Zagłębie Lubin                        | SPR AZS Pol Lublin                        | GTPR Gdynia                               |
| 2011/2012   | GTPR Gdynia                               | MKS Zagłębie Lubin                        | SPR Lublin                                |
| 2012/2013   | SPR Lublin                                | MKS Zagłębie Lubin                        | AZS Politechnika Koszalińska              |
| 2013/2014   | MKS Selgros Lublin                        | MKS Zagłębie Lubin                        | GTPR Gdynia                               |
| 2014/2015   | MKS Selgros Lublin                        | GTPR Gdynia                               | Pogoń Szczecin                            |
| 2015/2016   | MKS Selgros Lublin                        | Pogoń Szczecin                            | GTPR Gdynia                               |
| 2016/2017   | Vistal Gdynia                             | MKS Zagłębie Lubin                        | Start Elbląg                              |
| 2017/2018   | MKS Perła Lublin                          | Metraco Zagłębie Lubin                    | Energa AZS Koszalin                       |
| 2019/2020   | MKS Perła Lublin                          | Metraco Zagłębie Lubin                    | Energa AZS Koszalin                       |
| 2020/2021   | Zagłębie Lubin                            | KPR Gminy Kobierzyce                      | MKS Perła Lublin                          |
| 2021/2022   | Zagłębie Lubin                            | MKS Perła Lublin                          | KPR Gminy Kobierzyce                      |
| 2022/2023   | Zagłębie Lubin                            | MKS Perła Lublin                          | KPR Gminy Kobierzyce                      |
| 2023/2024   | KGHM Zagłębie Lubin                       | KPR Gminy Kobierzyce                      | MKS Perła Lublin                          |
| 2024/2025   | KGHM MKS Zagłębie Lubin                   | PGE MKS Funfloor Lublin                   | KPR Gminy Kobierzyce                      |
| 2025/2026   | ???                                       | ???                                       | ???                                       |

## Medalistki Mistrzostw Polski w piłce ręcznej 11-osobowej kobiet
Lata 1953 – 1963 – do uzupełnienia
| Sezon | 1 miejsce             | 2 miejsce               | 3 miejsce               |
| ----- | --------------------- | ----------------------- | ----------------------- |
| 1953  | AZS Warszawa          |                         |                         |
| 1954  | Górnik Świętochłowice |                         |                         |
| 1955  | Górnik Świętochłowice | Stal Kościuszko Chorzów | Budowlani Gogolin       |
| 1956  | Cracovia              | Budowlani Gogolin       | Stal Kościuszko Chorzów |
| 1957  | Stal Chorzów          | Cracovia                |                         |
| 1958  | AKS Chorzów           | Cracovia                | Stal Zawadzkie          |
| 1959  | Cracovia              |                         |                         |
| 1960  | –                     |                         |                         |
| 1961  | Cracovia              |                         |                         |
| 1962  | Cracovia              | Ruch Chorzów            | Stal Zawadzkie          |
| 1963  | Odra Opole            | Ruch Chorzów            | Włókniarz Łącznik       |